# گینز (لوئیزیانا)
گینز (به انگلیسی: Gheens) یک منطقهٔ مسکونی در ایالات متحده آمریکا است که در پریش لافورش، لوئیزیانا واقع شده‌است. گینز ۰٫۹۱ متر بالاتر از سطح دریا قرار دارد.